# Cathédrale de Minden
La cathédrale de Minden est un édifice catholique située dans la ville de Minden en Allemagne dans la moitié nord-ouest de l'Allemagne.
Parmi ses trésors figure la table dorée, un retable en bois en forme d'autel du XVe siècle de style gothique. Le nom de la pièce indique l'ancienne dorure. La plaque d'or est aujourd'hui l'une des pièces les plus précieuses du musée Bode de Berlin. Une reconstitution de la plaque dorée se trouve dans le chœur de la cathédrale de Minden depuis 2002.

## Historique
La construction a commencé au Moyen Âge dans un style roman avec un édifice dédié à saint Pierre, Pierre étant le saint patron du diocèse de Minden. Cette cathédrale carolingienne a été détruite par un incendie en 947. Une nouvelle cathédrale a été construite dans les années suivantes, cette fois dédiée à saint Gorgon. Les travaux se sont ensuite poursuivis dans le style roman puis gothique jusqu'en 1350.
Pendant près de 600 ans la cathédrale de Minden est restée pratiquement inchangée jusqu'à la Seconde Guerre mondiale où dans un bombardement de la vieille ville elle fut presque entièrement détruite le 28 mars 1945. Dans les années 1946-1957, elle a été reconstruite sous la direction du prévôt Josef Parensen et de l'architecte Werner March qui a modifié les apparences de l'édifice.
En juin 2009, la prévôté paroissiale a publié des plans pour la reconstruction du faîte du toit au-dessus de la croisée du transept, qui avait été détruit pendant la guerre. À 56 m, il atteint la même hauteur que la tourelle de la façade ouest. Le gouvernement du district de Detmold fournit un financement allant jusqu'à 800 000 euros à titre de contribution de l'État dans le cadre du mécénat. Le projet de construction a été mis en œuvre à l'automne 2011 et la tour a été placée sur le toit le 10 décembre 2011.
La cathédrale de Minden dans sa forme actuelle se caractérise par la juxtaposition d'éléments architecturaux de quatre styles : roman primitif et haut (façade ouest), roman tardif (transept et travée du chœur), gothique haut (salle de la nef) et gothique tardif (fermeture du chœur). Les constructeurs respectifs ont été  influencés par l'exemple de la cathédrale de Hildesheim pour la façade ouest, et par les églises rhénanes pour la place du chœur et des parties du transept.

## Dimensions
Les dimensions de l'édifice sont les suivantes :
- Hauteur intérieure : 22 m
- Longueur : 91 m
- Hauteur maximale : 56 m
- Largeur : 39 m
- Diamètre de la rosace : 6 m
- Superficie intérieure : 1 700 m2